# Leif Næss
Leif Næss   (Haugesund, 29 de gener de 1923 - Oslo, 10 de juny de 1973) fou un remer noruec que va competir durant les dècades de 1940 i 1950.
El 1948 va prendre part en els Jocs Olímpics de Londres, on guanyà la medalla de bronze en la prova del vuit amb timoner del programa de rem.